# Mark Walters
Mark Everton Walters (født 2. juni 1964 i Birmingham, England) er en engelsk tidligere fodboldspiller (midtbane-/kantspiller). Han spillede én kamp for Englands landshold, en venskabskamp mod New Zealand 3. juni 1991.
På klubplan tilbragte Walters størstedelen af sin karriere i hjemlandet, hvor han blandt andet tilbragte seks sæsoner hos Aston Villa og fem hos Liverpool. Han vandt FA Cuppen med Liverpool i 1992. Han havde også et fire år langt ophold hos den skotske storklub Rangers, og vandt tre skotske mesterskaber med holdet.

## Titler
FA Cup
- 1992 med Liverpool

Engelsk Liga Cup
- 1995 med Liverpool

Skotsk mesterskab
- 1989, 1990 og 1991 med Rangers

Skotsk Liga Cup
- 1989 og 1991 med Rangers

UEFA Super Cup
- 1982 med Aston Villa